# Amphoe Chang Klang
Amphoe Chang Klang (thailändisch อำเภอ ช้างกลาง) ist ein Landkreis (Amphoe – Verwaltungs-Distrikt) in der Provinz Nakhon Si Thammarat. Die Provinz Nakhon Si Thammarat liegt in der Südregion von Thailand. 

## Geographie
Die Provinz Nakhon Si Thammarat liegt etwa 780 Kilometer südlich von Bangkok an der Ostküste der Malaiischen Halbinsel zum Golf von Thailand.
Benachbarte Bezirke (von Norden im Uhrzeigersinn): die Amphoe Chawang, Lan Saka, Thung Song und Na Bon. Alle Bezirke liegen in der Provinz Nakhon Si Thammarat.

## Geschichte
Chang Klang wurde am 15. Juli 1996 zunächst als Unterbezirk (King Amphoe) eingerichtet, indem die drei südöstlichen Tambon Amphoe Chawang abgetrennt wurden.
Am 15. Mai 2007 hatte die thailändische Regierung beschlossen, alle 81 King Amphoe in den einfachen Amphoe-Status zu erheben, um die Verwaltung zu vereinheitlichen. 
Mit der Veröffentlichung in der Royal Gazette „Issue 124 chapter 46“ vom 24. August 2007 trat dieser Beschluss offiziell in Kraft.

## Verwaltung

### Provinzverwaltung
Amphoe Chang Klang ist in drei Gemeinden (Tambon) eingeteilt, welche wiederum in 35 Dörfer (Muban) unterteilt sind.
| \| Nr. \| Name \| Thai \| Muban \| Einw.[4] \| \| --- \| ----------- \| ------- \| ----- \| -------- \| \| 1. \| Chang Klang \| ช้างกลาง \| 17 \| 17.347 \| \| 2. \| Lak Chang \| หลักช้าง \| 10 \| 07.697 \| \| 3. \| Suan Khan \| สวนขัน \| 18 \| 05.005 \| |             |         |       |        |
| Nr. | Name        | Thai    | Muban | Einw.  |
| 1. | Chang Klang | ช้างกลาง | 17    | 17.347 |
| 2. | Lak Chang   | หลักช้าง  | 10    | 07.697 |
| 3. | Suan Khan   | สวนขัน   | 18    | 05.005 |

### Lokalverwaltung
Es gibt zwei Kleinstädte (Thesaban Tambon) im Landkreis:
- Lak Chang (เทศบาลตำบลหลักช้าง) besteht aus dem ganzen Tambon Lak Chang.
- Suan Khan (เทศบาลตำบลสวนขัน) besteht aus dem ganzen Tambon Suan Khan.

Tambon Chang Klang wird von einer „Tambon-Verwaltungsorganisation“ (TAO, องค์การบริหารส่วนตำบล) verwaltet.